# アローン・マギル
アローン・マギル（Aaron McGill、1963年4月17日 - ）は、オーストラリアのレーシングドライバーである。

## 経歴
1991年にデビュー以来。オーストラリアのレースにおいて活躍しており、主にスーパーカーレースやツーリングカーにおいて活躍している。
1998年に同国で行われた、オーストラリア・プロダクションカー選手権にスズキ・スイフト(日本名:カルタス)で参戦し、シリーズ2位を獲得した。また同年からオーストラリアを代表する耐久力レースである、バサースト1000にもフォード・モンデオで参戦した。またこの年は、オーストラリアスーパーツーリングカー選手権にも参戦する傍ら、バサースト3時間レースにもトヨタ・スープラで参戦。3位入賞を果たした。
2001年には自らチームを立ち上げ、日産・プリメーラで参戦し、シリーズ11位となっている。また同年からオーストラリアのスーパーカーレースにの一つである、スーパー2シリーズにも参戦。以降はこのレースに2017年まで参戦した。